# ریشلو
ریشلو (انگلیسی: Rishloo) گروه موسیقی پراگرسیو راک مستقل آمریکایی است که فعالیتش را از سال ۲۰۰۲ در شهر سیاتل آغاز کرده‌است. اعضای ریشلو آلبوم اولشان، تراس فیمز، را در سال ۲۰۰۴ با منتشر کردند که فروش آن به ۲۰۰۰ نسخه رسید. موفقیت تجاری آن‌ها عملاً پس از انتشار آلبوم دوم، آیدالن، در سال ۲۰۰۷ رقم خورد. به گفتهٔ اندرو میو (تلفظ: مِی-یو) در مصاحبه‌ای، موفقیت این آلبوم وامدار شبکه‌های اجتماعی مانند مای‌اسپیس و لست. اف‌ام است که با شناساندن گروه به افراد جدید، تعداد شنونده‌های گروه را در عرض شش ماه از ۲۲۰هزار نفر به یک میلیون نفر رساند. درو میو، خوانندهٔ گروه پس از انتشار آلبوم سوم (Feathergun) به مدت چند ماه با سوزان کار، مربی آواز اهل سیاتل، کلاس‌های آموزش آواز گذراند. البته شایان ذکر است که خانوادهٔ درو (پدر، مادر، و برادر) همگی خواننده هستند و او از کودکی در یک خانوادهٔ هنرمند بزرگ شده‌است.
گسترهٔ صوتی وی تا نت F#5 را در بر می‌گیرد. 
در سال ۲۰۱۲ اندرو در میان ضبط آلبوم زندگی به شکل روح با دندان‌هایی از جنس ساختمان (انگلیسی: Living as Ghosts with Buildings as Teeth) از گروه جدا شد. سایر اعضا تحت نامی جدید ،Ghost Apparatus، مشغول ادامه ضبط شدند و تک آهنگ Winslow را نیز منتشر کردند. پس از حدود دو سال اندرو مجدداً به گروه بازگشت و در سال ۲۰۱۴ آلبوم چهارم گروه با حضور تمام اعضای ریشلو منتشر شد.

## آلبوم‌ها

### دمو و EP
| نام آلبوم            | معنی نام  | سال انتشار | مدت زمان | توضیحات                        |
| -------------------- | --------- | ---------- | -------- | ------------------------------ |
| انگلیسی: Wet Dolphin | دلفین خیس | ۲۰۰۴       | ۲۰ دقیقه | یک دموی ۲۰ دقیقه‌ای شامل ۴ آهنگ |

### آلبوم استودیویی
| نام آلبوم                                         | معنی نام                                     | سال انتشار | مدت زمان | توضیحات             |
| ------------------------------------------------- | -------------------------------------------- | ---------- | -------- | ------------------- |
| لاتین: Terras Fames                               | عطش قلمرو                                    | ۲۰۰۴       | ۴۹ دقیقه | تلفظ نام: تراس-فِیمز |
| انگلیسی: Eidolon                                  | تصور ایدئال                                  | ۲۰۰۷       | ۵۴ دقیقه | تلفظ نام: آیدا-لِن   |
| انگلیسی: Feathergun                               |                                              | ۲۰۰۹       | ۵۸ دقیقه |                     |
| انگلیسی: Living as Ghosts with Buildings as Teeth | زندگی به شکل روح با دندان‌هایی از جنس ساختمان | ۲۰۱۴       | ۵۰ دقیقه |                     |

## نوازندگان
- اندرو میو: خواننده
- دیوید ژیلت: گیتار
- جسی اسمیث: درام
- شان رادکیست: گیتار بیس

نوازندگان سابق:
- تایلر هال: درام

ناتوان در جمع‌آوری ورودی گاه‌شمار آسان:

Timeline generation failed: 5 errors found

Line 5: Period = from:01/01/2001 till:۰۳/۱۳/۲۰۲۵

- Period attribute 'till' invalid.

```
 Date does not conform to specified DateFormat 'mm/dd/yyyy'.

```

Line 8: ScaleMajor = increment:2 start:2001

- Scale attribute 'start' invalid.

```
 Date '01/01/2001' not within range as specified by command Period.

```

Line 9: ScaleMinor = increment:1 start:2001

- Scale attribute 'start' invalid.

```
 Date '01/01/2001' not within range as specified by command Period.

```

Line 19:   at:01/01/2004 color:EP layer:back

- LineData invalid. No (valid) command 'Period' specified in previous lines.

Line 32: PlotData=

- PlotData invalid. No (valid) command 'Period' specified in previous lines.